# Flow callejero
Flow Callejero es el álbum de estudio debut del cantante de reguetón Ñengo Flow que fue publicado el 6 de diciembre de 2005. Contó con las colaboraciones de artistas como Don Omar, Baby Rasta, Polaco, Cuban Link y Voltio, entre otros.

## Antecedentes

### Contenido
Luego de la publicación de un mixtape donde había interpretaciones del artista, Ñengo llegó a ser escuchado por la cadena Univision Music, esto le permitió publicar fácilmente su primer álbum de estudio a finales de 2005.
El álbum fue promocionado por medio de un video infomercial donde se ve a los artistas Don Omar y Cuban Link apoyando tal proyecto del artista. En el mismo se observa algunos momentos donde el artista aparece grabando algunas canciones y en otras tomas aparecen otros artistas y personas apoyando dicho proyecto.

## Recepción

### Desempeño comercial
Entre los sencillos más destacables del álbum se encuentran temas como «Aunque no estemos juntos», «Cizaña», «Se formo el bayú», «Soy de la calle», entre otros.

## Lista de canciones
| N.º | Título                                                           | Productor(es)     | Duración |  |
| 1.  | «Intro» (con Don Omar)                                           | Echo, Hyde y Cold | 0:44     |  |
| 2.  | «Cizaña»                                                         | Walde             | 2:18     |  |
| 3.  | «Hasta que te lo hunda» (con Polaco)                             | Walde             | 3:13     |  |
| 4.  | «Se formó el bayú» (con Don Omar y Cuban Link)                   | Walde             | 3:21     |  |
| 5.  | «Tirale» (con Baby Rasta)                                        | Walde y Barbosa   | 2:42     |  |
| 6.  | «Soy de la calle» (con Joan)                                     | Walde             | 3:10     |  |
| 7.  | «Zafari» (con Voltio)                                            | Tainy y Bones     | 4:39     |  |
| 8.  | «Brutal» (con Battleship)                                        | DJ Piru           | 3:12     |  |
| 9.  | «Aunque no estemos juntos» (con Baby Diamond)                    | Walde             | 3:11     |  |
| 10. | «Los verdaderos anormales» (con Maestro)                         | Maestro           | 3:36     |  |
| 11. | «Tal vez» (con Josh Quiñones)                                    | Walde y Leroy     | 3:23     |  |
| 12. | «Pa' que te fatigues» (con Yomille Omar "El Tío")                | Full              | 2:59     |  |
| 13. | «Julaju» (con La Sista)                                          | Barbosa           | 3:51     |  |
| 14. | «Se formó el bayú (Hip Hop Version)» (con Don Omar y Cuban Link) | Echo, Hyde y Cold | 3:37     |  |